# كوربينيان برودمان
كوربينيان برودمان (17 نوفمبر 1868 -22 أغسطس 1918) هو طبيب أعصاب ألماني اشتهر برسم خريطة القشرة المخية وتحديد 52 منطقة متميزة، تُعرف باسم مناطق برودمان، بناءً على خصائصها المعمارية الخلوية (النسيجية).